# 헝가리의 군주 목록
다음은 1000년부터 1918년까지 헝가리 왕국의 군주의 목록이다. 대략 게저의 아들 이슈트반 1세를 헝가리 왕국의 초대 국왕으로 본다.

## 마자르 대공
- 알모시 (850년경~895년경)
- 아르파드 (895년경~907년경)
- 졸탄 (907년경~947년경) - 잘타스로도 알려짐, 아르파드의 막내 아들
- 퍼이스 (947년경~955년경) - 아르파드의 삼남 유토처시의 아들
- 턱쇼니 (955년경~972년경) - 졸탄의 아들
- 게저 (972년경~997년) - 턱쇼니의 아들
- 이슈트반 1세 (997년~1000년) - 마지막 마자르 대공, 게저의 아들, 최초의 헝가리 왕

## 아르파드 왕조(1000 - 1038)
- 이슈트반 1세 (1000년/1001년–1038년) : 최초의 헝가리 왕, 게저의 아들

## 1038년부터1046년까지 왕위 계승 분쟁 시대
- 페테르 (1038년–1041년) : 오르세올로 가문
- 샤무엘 (1041년–1044년) : 카바르 부족
- 페테르 (재집권:1044년–1046년) : 오르세올로 왕조

## 아르파드 왕조(1046-1301)
- 언드라시 가톨릭왕 (1046년)/1047년–1061년) : 아르파드 왕조를 복위함
- 벨러 1세 들소왕 (1061년–1063년) : 엔드레의 형제
- 셜러몬 (1063년–1081년) : 엔드레의 아들
- 게저 1세 (1074년–1077년) : 벨러의 아들
- 라슬로 1세 (1077년–1095년) : 벨러의 아들
- 칼만 애독왕 (1095년–1116년) : 게저 1세의 아들. 크로아티아의 왕위 겸임 (1102년부터)
- 이슈트반 2세 (1105년–1131년) : 칼만의 아들
- 벨러 2세 맹인왕 (1131년–1141년) : 게저의 손자
- 게저 2세 (1141년–1162년) : 벨러 2세의 아들
- 이슈트반 3세 (1162년–1172년) : 게저 2세의 아들
  - 라슬로 2세 (1162년–1163년) : 대립왕, 게저 2세의 동생.
  - 이슈트반 4세 (1163년–1165년) : 대립왕, 게저 2세의 동생
- 벨러 3세 (1172년–1196년) : 이슈트반 3세의 동생
- 임레 (1196년–1204년) : 벨러 3세의 아들
- 라슬로 3세 (1204년–1205년) : 임레의 아들, 왕위에 올랐으나 어려서 죽음
- 언드라시 2세 예루잘레미 (1205년–1235년) : 임레의 동생
- 벨러 4세 (1214년–1270년) : 엔드레 2세의 아들, 제1차 몽골 침공(1241-42) 이후 다시 집권
- 이슈트반 5세 (1270년–1272년) : 벨러 4세의 아들
- 라슬로 4세 쿠만왕 (1272년–1290년) :이슈트반 4세의 아들, 몽고의 2차 침공, 쿠만족과 함께 생활함
- 언드라시 3세 베네치아인 (1290년–1301년) : 아르파드 왕조의 마지막 왕
  - 카로이 마르텔(1290년–1295년) : 라슬로 4세 쿠만왕의 외조카, 대립왕.

## 보헤미아 왕국과 바이에른 공국의 왕위 독점기
- 보헤미아의 벤첼 (1301년–1305년) :보헤미아의 왕, 헝가리왕으로 선출되었으나 광범위한 지지기반 없었음
- 오토 1세 또는 벨러 5세 (1305년–1307년) : 바이에른 공작, 역시 광범위한 지지기반 없었음

## 앙주 왕조(1308 - 1385)
- 카로이 1세 로베르트 (1308년–1342년) : 헝가리-앙주 왕조를 창시
- 러요시 1세 (1342년–1382년) : 폴란드 국왕 겸임
- 마리어 1세 (1382년–1385년, 1386년-1395년) : 러요시 대왕의 딸, 아버지 사후 여왕이었다가 지기스문트와 결혼함
- 카로이 2세 (1385년–1386년) : 나폴리 왕, 마리어에 대항함

## 룩셈부르크가(1387 - 1437)
- 지그몬드 (1387년–1437년) : 마리어와 결혼으로 헝가리 왕이 됨, 로마왕 및 독일 왕(1410년부터), 보헤미아왕(1419년부터), 신성로마황제(1433년부터) 겸임

## 합스부르크 왕조(1437 - 1439)
- 얼베르트 (1437년–1439년): 지그몬드의 사위, 독일 왕, 보헤미아 왕, 오스트리아 대공 겸임

## 합스부르크 왕조/야기에우워 왕조왕위 분쟁 기간 (1440 - 1444)
유복자 라슬로와 폴란드 출신의 울라슬로의 왕위 계승 분쟁
- 울라슬로 1세 (1440년–1444년) : 폴란드 왕 겸임, 야기에우워 왕가.
- 라슬로 5세 유복자왕 (1444년–1457년) : 1440년 유복자로 태어남, 합스부르크 왕가. 생애 대부분을 포로로 보냄.

## 후녀디 가 (1458 - 1490)
- 마차시 1세 (1458년–1490년) : 야노시 후녀디의 아들, 헝가리-크로아티아의 왕. 1469년부터 보헤미아 왕 겸임

## 야기에우워 왕가 (1490 - 1526)
- 울라슬로 2세 (1490년–1516년) : 보헤미아 왕 겸임. 폴란드 야기에우워 왕가.
- 러요시 2세 (1516년–1526년) : 보헤미아 왕 겸임. 야기에우어 왕가. 모하치 전투에서 전사.

## 야노시/합스부르크 왕위 분쟁 기간 (1526 - 1568)
오스트리아의 합스부르크와 야노시 가문 사이의 왕위 계승 분쟁
- 야노시 1세 (1526년–1540년) : 헝가리 귀족과 오스만 제국의 지지로 왕위 주장
- 페르디난드 1세 (1526년–1564년) : 독일왕, 신성로마황제 겸임, 러요시 2세의 매제로서 왕위 주장
- 야노시 2세 지그몬드 (1540년–1551년, 1556년-1570년) : 야노시의 아들
- 믹셔 (1563년–1576년)

1568년에 이르러 지금의 헝가리 영토는 3개 지역으로 분할되었다. 헝가리는 3개 부분으로 나뉨
1. 로열 헝가리 : 서부 지역, 합스부르크 왕조의 지배
2. 트란실바니아 : 동부 지역, 오스만 제국의 자치령
3. 오스만 제국령 헝가리 : 남부 지역, 오스만의 직접 통치

## 합스부르크 왕조(1699 - 1918)
1699년까지 아래 명단은 로열 헝가리의 군주만을 지칭함
- 루돌프 1세 (1572년–1608년)
- 마차시 2세 (1608년–1619년)
- 페르디난드 2세 (1618년–1637년)
- 페르디난드 3세 (1625년–1657년)
- 페르디난드 4세 (1647년–1654년)
- 리포트 1세 (1657년–1705년)

1699년 헝가리는 투르크 세력을 몰아내고 합스부르크 가문으로 하나로 통합됨
- 요제프 1세 (1687년–1711년)
- 카로이 3세 (1711년–1740년)
- 마리어 2세 테레지어 (1740년–1780년)
- 요제프 2세 (1780년–1790년)
- 리포트 2세 (1790년–1792년)
- 페렌츠 (1792년–1835년)
- 페르디난드 5세 (1830년–1848년)
- 페렌츠 요제프 1세 (1848년–1916년) : 1867년 오스트리아-헝가리 설립으로 황제가 됨
- 카로이 4세 (1916년–1918년) : 오스트리아-헝가리의 마지막 황제이자 마지막 헝가리 왕